# Tendências do Partido dos Trabalhadores
Aqui estão listadas as tendências do Partido dos Trabalhadores (PT), partido político do Brasil. Como foi formado a partir de grupos que já possuíam história anterior ao partido, essas organizações internas perduram e convivem entre si dentro do partido. Durante o primeiro congresso nacional do partido, em 1991, havia dezesseis tendências. Essa quantidade mudou com o tempo, o que inclui a saída para formação de novos partidos (como o Partido Socialista dos Trabalhadores Unificado). Em 2016, as quatro principais correntes são a Construindo um Novo Brasil (CNB), a Mensagem ao Partido, a Articulação de Esquerda e a Democracia Socialista. A primeira exerce posição majoritária, a segunda atua como um campo intelectual que abrange a última e a terceira define-se ideologicamente mais à esquerda no espectro político e remete ao período inicial do partido.

## Lista
Ativa
      Inativa
      Migrou para outro partido
|  | Tendência                                                   | Sigla    | Comentários e referências |
|  | ----------------------------------------------------------- | -------- | --- |
|  | Articulação - Unidade na Luta                               | AUNL     | Integra o campo Construindo um Novo Brasil - CNB. |
|  | Articulação de Esquerda                                     | AE       | A Articulação de Esquerda é uma tendência ou corrente interna do Partido dos Trabalhadores (PT), fundada nos dias 18 e 19 de setembro de 1993. Essa corrente é caracterizada por seguir uma linha política à esquerda do campo majoritário do partido e tem, como objetivo, a construção de um "Partido dos Trabalhadores de massa, democrático, socialista e revolucionário." |
|  | Avante                                                      | –        | A Avante se apresenta como "comprometida com a construção do PT e sua afirmação estratégica, com a luta anticapitalista, anti-imperialista e socialista". Formada em 2015, seu programa se compromete com as lutas pelas igualdades de gênero, racial, e pelos direitos da população LGBT, contra todas as formas de discriminação.                                            |
|  | Brasil Socialista                                           | BS       | A Tendência BS foi formada na passagem dos anos 1980 para os anos 1990, como parte do processo geral desencadeado pelo 5º Encontro Nacional do PT e no redemoinho das mudanças no mundo socialista. Suas origens remontam ao Partido Comunista Brasileiro Revolucionário (PCBR).                                                                                               |
|  | Democracia Radical                                          | DR       | Integrou o Campo Majoritário. |
|  | Democracia Socialista                                       | DS       | Integra o campo Mensagem ao Partido. Uma tendência fundada em 1979, ela participou ativamente do processo de construção do PT e procura, desde então, dialogar com seus militantes na busca pela construção de um partido socialista, democrático, internacionalista, feminista e antirracista, ecossocialista, defensor da ética pública e do republicanismo.                 |
|  | Esquerda Democrática                                        | ED       | A Esquerda Democrática, conjuntamente com corrente Democracia Socialista e o PT Amplo, integram o campo Mensagem ao Partido |
|  | Esquerda Popular Socialista                                 | EPS      | Fundada em 5 de Dezembro de 2011, em seu primeiro Congresso Nacional, em São Paulo. A EPS se define como marxista e, portanto, crítica e revolucionária. |
|  | Militância Socialista                                       | MS       | A Tendência MS luta contra a falácia neoliberal e se identifica com a perspectiva socialista. Acreditam que o capitalismo explora a classe trabalhadora, oprime e discrimina amplas maiorias, esmaga as diferenças e destrói a natureza, para buscar o lucro e o consumismo |
|  | Movimento PT                                                | –        | Fundada em 1999, mas oficializada como tendência somente em 2003, |
|  | O Trabalho                                                  | OT       | Antiga Organização Socialista Internacionalista. Seção brasileira da Quarta Internacional. |
|  | PT Amplo e Democrático                                      | –        | A tendência gaúcha PT Amplo e Democrático, criada em 2009, procura um programa que expresse a sociedade gaúcha no processo eleitoral. O PT Amplo integra o campo Mensagem ao Partido. |
|  | PT de Luta e de Massas                                      | PTLM     | A tendência PT de Luta e de Massas foi criada em 1990. |
|  | Socialismo 21                                               | –        | A Socialismo XXI foi formada em novembro de 2011, em Porto Alegre, com mais de dois mil filiados |
|  | União de Bases, Esperança Vermelha                          | –        | Tendência municipal de Volta Redonda |
|  | Um Novo Rumo para o PT                                      | NR       | Tendência criada para aprofundar debate sobre as perspectivas da mudança social no Brasil em um horizonte de tempo mais amplo. |
|  | Ação Popular Socialista                                     | APS      | Fundada em 2004, saiu do partido em 2005 para integrar o PSOL. |
|  | Causa Operária                                              | CO       | Fundada em 1979, foi expulsa do partido em 1992, formando, em 1995, o PCO. |
|  | Convergência Socialista                                     | CS       | Formada em 1978, foi expulsa do PT em 1992 e colaborou ativamente na formação do PSTU |
|  | Corrente Socialista dos Trabalhadores                       | CST      | Formada em 1992, abandonou o PT em 2004 colaborando para a fundação do PSOL. |
|  | Esquerda Marxista                                           | EM       | Oriunda da Corrente O Trabalho, abandonou o PT em 2015 |
|  | Força Socialista                                            | FS       | Formada e lançada publicamente no 6º Encontro Nacional do PT (1989), converteu-se em 2004 na Ação Popular Socialista. |
|  | Fórum Socialista                                            | FrS      | A fusão entre a Opção de Esquerda e parte da Vertente Socialista, após o 8º EN, deu origem ao Fórum Socialista. Hoje a atual Militância Socialista (MS). |
|  | Inaugurar um novo Período                                   | –        | Surgida em 2011, compôs no mesmo ano a Esquerda Popular Socialista.. |
|  | Movimento de Ação e Identidade Socialista                   | MAIS     | Integrou o campo Mensagem ao Partido |
|  | Movimento Comunista Revolucionário                          | MCR      | Surgido em 1985, converteu-se em 1989 na Força Socialista. |
|  | Movimento Esquerda Socialista                               | MES      | Abandonou o PT em 2004 colaborando para a fundação so PSOL. |
|  | Movimento pela Emancipação do Proletariado                  | MEP      | Fundado em 1976, fundiu-se com outras organizações em 1985 dando origem ao Movimento Comunista Revolucionário. |
|  | Movimento de Unidade Socialista                             | MUS      | Ruptura do MES, que também saiu do PT aderindo ao PSOL. |
|  | MRS                                                         | MRS      | Em 2011, passou a integrar a Esquerda Popular Socialistae a Nova esquerda |
|  | Nova Esquerda                                               | NE       | Formada em 1989, deu origem à Democracia Radical. |
|  | Organização Comunista Democracia Proletária                 | OCDP     | Formada em meados de 1981, fundiu-se com outras organizações em 1985 dando origem ao Movimento Comunista Revolucionário. |
|  | Organização de Combate Marxista Leninista-Política Operária | OCML-PO  | Surgida em 1970, diluiu-se no PT em 1986. |
|  | Organização Socialista Internacionalista                    | OSI      | Converteu-se em 1987 na corrente O Trabalho. No movimento estudantil, atuava através da tendência Liberdade e Luta (Libelu). |
|  | Partido Comunista - Ala Vermelha                            | PC-AV    | Formada em 1989, abandonou o PT em 1992 colaborando para a formação do PSTU. |
|  | Partido Comunista Brasileiro Revolucionário                 | PCBR     | Converteu-se nos anos 1990 na tendência Brasil socialista. |
|  | Partido Comunista do Brasil - Ala Vermelha                  | PCdoB-AV | Formado em 1960, fundiu-se com outras organizações em 1985 dando origem ao Movimento Comunista Revolucionário |
|  | Partido Revolucionário Comunista                            | PRC      | Formado em 1984 e dissolvido em 1989, deu origem à Nova Esquerda e à Tendência Marxista. |
|  | Poder Popular e Socialismo                                  | PPB      | Formado em 1986, deu origem à Vertente Socialista. |
|  | PT de Aço                                                   | –        | Passou, em 2011, a integrar a Esquerda Popular Socialista. |
|  | PT Vivo                                                     | –        | Era um agrupamento paulistano chamado originalmente “pt na Capital”. PT Vivo aderiu ao PSOL. |
|  | Socialismo Revolucionário                                   | –        | Aderiu ao PSOL. |
|  | Tendência Marxista                                          | –        | Formada em 1990, fundiu-se com outras organizações em 2011, dado origem à Esquerda Popular Socialista. |
|  | Tendência pelo Partido Operário Revolucionário              | TPOR     | Saiu do partido em 1990 e numa integração ao Comitê de Enlace pela Reconstrução da Quarta Internacional (CERQUI) fundou o Partido Operário Revolucionário (Brasil) (POR). |
|  | Unidade Popular e Socialista                                | UPS      | Ruptura da AE e que, em 2011, passou a integrar a Esquerda Popular Socialista. |

## Articulação — Unidade na Luta
Articulação — Unidade na Luta (AUNL) é a designação adotada a partir de 1993 pela principal tendência interna do Partido dos Trabalhadores (PT). Corresponde à corrente hegemônica no partido desde praticamente sua fundação em 1983, quando era conhecida como Articulação dos 113 ou simplesmente Articulação. Atualmente, a AUNL integra um campo de forças no PT denominado Construindo Um Novo Brasil.
Parte do arquivo histórico da organização encontra-se disponível para pesquisa no Centro Sérgio Buarque de Holanda da Fundação Perseu Abramo.

### História
A corrente passou por diversas fases, como seu período de formação (1983-1985), sua definição ideológica pela estratégia democrático-popular (1986-1991), a ocorrência de dissidências e adesões (1986-1987), divergências e nova dissidência (1991-1993), a perda de hegemonia no PT (1993-1995), a reorientação política e recuperação da maioria no PT (1995-2005) e a reorganização da tendência (2005-2007).
A Articulação é uma tendência interna do PT constituída em 1983, majoritária em praticamente toda a trajetória do partido. Surgida do documento Manifesto dos 113, reuniu militantes petistas independentes atuantes em sindicatos (como o próprio Lula) e Comunidades Eclesiais de Base (CEBs), além de ex-integrantes de organizações de esquerda, como a Ação Libertadora Nacional (ALN). Lançada nacionalmente no 3º Encontro Nacional do PT (1983), sua formação e trajetória inicial fundaram-se na crítica à maioria das organizações de esquerda que aderiram ao partido, e que inicialmente caracterizava o PT simplesmente como uma frente legal no interior da qual seria possível reaglutinar a esquerda clandestina. Numa leitura distinta, a Articulação compreendia e construía o PT como o instrumento a partir do qual se poderia operar transformações profundas na sociedade brasileira.
Em 1986 a Articulação sofreu sua primeira dissidência importante, que deu origem à corrente Poder Popular e Socialismo, posteriormente Vertente Socialista. Em contrapartida, no ano seguinte, recebe a adesão de parte dos militantes da Organização Socialista Internacionalista (OSI), de orientação trotskista, que passa a denominar-se O Trabalho. A adesão se deve à leitura sustentada por aquela parcela de militantes da OSI, que identificavam na formulação do programa democrático-popular um paralelo direto com a estratégia preconizada pelo trotskismo, consubstanciadas num programa de transição, mas adaptado às condições especificas da formação social brasileira. A aproximação não deixa de ser inusitada, considerado que a OSI foi uma das últimas correntes a aderir ao PT (1983), sustentando a ideia de que as posições de Lula no movimento sindical, consideradas recuadas, punham em dúvida sua fidelidade em relação ao conjunto da classe operária.
Ainda nesse contexto, marcado por fortes disputas no PT, pela regulamentação de suas tendências internas, pela adoção do princípio da proporcionalidade na composição das direções do partido, e em função de pressões da base da própria Articulação (a chamada “revolta dos bagrinhos”), a corrente eleva seu nível de organicidade, realizando seminários nacionais entre 1988 e 1991. Ao mesmo tempo, esse processo acaba por expor diferenças internas ao grupo. A partir do I Congresso Nacional do PT (1991) essas divergências se exacerbam e, em 1993, resultam no lançamento do manifesto Hora da Verdade. Este manifesto dá origem, em 1995, a uma maiores dissidências sofridas pela Articulação, denominada Articulação de Esquerda (AE) — grupo próximo às correntes à esquerda no espectro ideológico petista e que aponta um suposto processo de moderação política da Articulação (que desde então, passava a denominar-se Articulação — Unidade na Luta).
A formação da AE, combinada à dissolução do Partido Revolucionário Comunista (PRC) — que de origem às correntes Nova Esquerda (NE) e Tendência Marxista (TM) — e também o afastamento da Convergência Socialista — que passou a engajar-se na formação do Partido Socialista dos Trabalhadores Unificado (PSTU) — alteraram profundamente a correlação de forças interna no PT. Num contexto em que nenhuma corrente detinha isoladamente a maioria no partido, uma composição à esquerda da Articulação, composta por AE e Democracia Socialista — denominada Opção de Esquerda — e apoiada por outro campo de forças à esquerda, denominado Na Luta PT (e que incluía correntes como Força Socialista e O Trabalho) acaba obtendo a maioria dos votos no plenário 8.º Encontro Nacional (1993), por margem muito pequena. Essa composição política mantém como direção majoritária do partido até 1995.
Em 1995, em aliança com setores como Democracia Radical (originada da NE, que por sua vez havia surgido a partir da dissolução do PRC), a AUNL recuperou sua condição majoritária na direção partidária a partir do 10.º Encontro Nacional do PT — condição que ocuparia com relativa folga até meados de 2005. Majoritária no PT entre a segunda metade dos anos 1990 e 2000, à Articulação cabe o mesmo peso em relação às formulações e rumos do partido que aquela que lhe coube em meados de 1987. A síntese encontrada nas condições enfrentadas na década de 1990 e posteriores foi a chamada 'estratégia de centro-esquerda', que confere peso à luta eleitoral e reforça a necessidade de ampliação do arco de alianças petista. Essas formulações, que parte do PT consideram reflexo de uma tendência de moderação política da corrente majoritária, firmaram-se, ao mesmo tempo, como aquelas que lograram conduzir Luiz Inácio Lula da Silva à Presidência da República em 2002. Ainda nos anos 90, o PT se aproximada de um social-reformismo que evita atritos sociais e fazendo alianças com setores políticos anteriores.
A experiência do primeiro mandato de Lula na Presidência (2003-2006), combinado aos efeitos da crise enfrentada  pelo partido em 2005, desencadeiam um novo processo de reacomodação das forças no PT. Nesse contexto, parte dos membros da Articulação se afasta da corrente, somando-se à Mensagem ao Partido — campo que se considera à esquerda da Articulação no espectro ideológico petista e integrado também pela corrente Democracia Socialista. A maior parcela da Articulação, todavia, mantém o coletivo e passa a compor o campo Construindo um Novo Brasil, lançado nacionalmente no III Congresso Nacional (2007), preservando sua condição de campo hegemônico no PT.

## Campos políticos
Dentro do partido, algumas tendências estão agrupadas em aliança política na disputa interna para ser o campo político majoritário. No partido, o termo Campo Majoritário é a designação empregada para designar todas as composições hegemônicas ou majoritárias no PT desde sua fundação. Em consequência, considerando que praticamente desde 1980 e até hoje a Articulação firmou-se como principal tendência petista, pode-se dizer que o termo campo majoritário, num sentido amplo, vem sendo empregado em referência à Articulação e seus aliados. Mas deve-se atentar para o fato de que esse emprego não é inteiramente correto, já que no período de 1993 a 1995, por exemplo, foram majoritários no PT campos políticos que não incluíam a Articulação: Opção de Esquerda (Democracia Socialista e Articulação de Esquerda) e Na Luta PT (encabeçado pelas correntes Força Socialista e O Trabalho).

### Construindo um Novo Brasil
Construindo um Novo Brasil (CNB) é um campo político do Partido dos Trabalhadores, sendo seu campo majoritário na direção nacional, bem como na maioria de suas direções regionais, englobando os militantes da Articulação - Unidade na Luta, além dos militantes do partido que se abstém do debate de tendências e algumas tendências regionais que fazem, não necessariamente, oposição à Articulação em seus respectivos estados, mas conglomeram-se à CNB no nível nacional, como é o caso da corrente paulista Novos rumos para o PT. Alguns importantes políticos do Partido dos Trabalhadores fazem parte da CNB, como é o caso do presidente da república, Luiz Inácio Lula da Silva.
Sucedeu o campo majoritário formado em 1995 que deteve ampla maioria no partido até meados de 2005 e também encabeçado pela tendência Articulação - Unidade na Luta, ao lado de outras forças, tais como Democracia Radical.[carece de fontes?] A CNB propriamente surgiu no Congresso Nacional de 2007, após a crise de 2005 gerada pelo Mensalão, como renomeação da tendência Articulação ao agrupar outros grupos políticos internos do PT. Dentre as lideranças que compõem o o campo Construindo Um Novo Brasil destacam-se Ricardo Berzoini, José Dirceu, José Genoíno, Luiz Dulci, Aloizio Mercadante, Gilberto Carvalho, Marco Aurélio Garcia e o presidente do Brasil Luiz Inácio Lula da Silva.[carece de fontes?]

### Diálogo e Ação Petista
O Diálogo e Ação Petista (DAP) é um campo político do Partido dos Trabalhadores que remonta a um Encontro Nacional ocorrido em 2008, na sede nacional do PT, com 83 militantes de 13 Estados. Com o objetivo de "agir como o PT agia", o DAP é um dos agrupamentos mais à esquerda dentro do partido, sendo formado tanto por militantes que se abstêm do debate de tendência quanto por algumas correntes internas, sobretudo O Trabalho.

### Mensagem ao Partido
A Mensagem ao Partido é um campo político interno do Partido dos Trabalhadores, composto pela tendência nacional petista Democracia Socialista e coletivos regionais menores do Partido dos Trabalhadores. Tem suas origens na publicação da tese Mensagem ao Partido. Importantes figuras do campo incluem Nalu Faria, Tarso Genro, Paulo Teixeira e Luiziane Lins.
Da Mensagem ao Partido participam as correntes nacionais Democracia Socialista, Esquerda Democrática e PT Amplo e Democrático, fora algumas correntes regionais do PT, deputados e militantes independentes. Seu nome é em alusão ao primeiro documento publicado pelo grupo fundador com teor crítico à direção partidária. Ainda participam da Mensagem ao Partido algumas lideranças não vinculadas à DS, como o ex-governador do Rio Grande do Sul, Tarso Genro; o ex-prefeito de São Paulo, Fernando Haddad; dentre outros.
A Mensagem ao Partido disputou duas vezes o PED apresentando a candidatura de Cardozo; que após derrotado por duas vezes, fora eleito Secretário-Geral do PT. Este, posteriormente, desvinculou-se do movimento. Em 2013, a chapa Mensagem ao Partido, com menor capacidade de aglutinação que em outras ocasiões, concorreu com o Deputado Federal Paulo Teixeira (SP), obtendo cerca de 18% dos votos.
Em 2005, Tarso Genro, em meio às denúncias que começavam a envolver o então ministro Zé Dirceu em casos de corrupção, rompe com o Campo Majoritário (ex-Articulação). Deixou público, na oportunidade, suas críticas à Articulação Unidade na Luta (que dirige o Campo Majoritário). Na verdade, havia um movimento nesta direção protagonizada por outra tendência petista: a Democracia Socialista (DS). A DS incorporou, em 2005, duas correntes regionais (Alternativa Socialista e Movimento Socialista) e se alia com alguns expoentes petistas (casos de Paul Singer, José Eduardo Cardozo, Tarso Genro, Fernando Haddad, Elói Pietá, Eduardo Suplicy e Marcelo Deda) para lançar a tese “Mensagem ao Partido”. A tese destacava a necessidade da recuperação ética do PT e propôs a “revolução democrática” e o “republicanismo” para a construção da sociedade socialista. A DS rompia, a partir daí, com a Quarta Internacional e atraía outros intelectuais petistas, como Marilena Chauí e Maria Victória Benevides.

### Muda PT

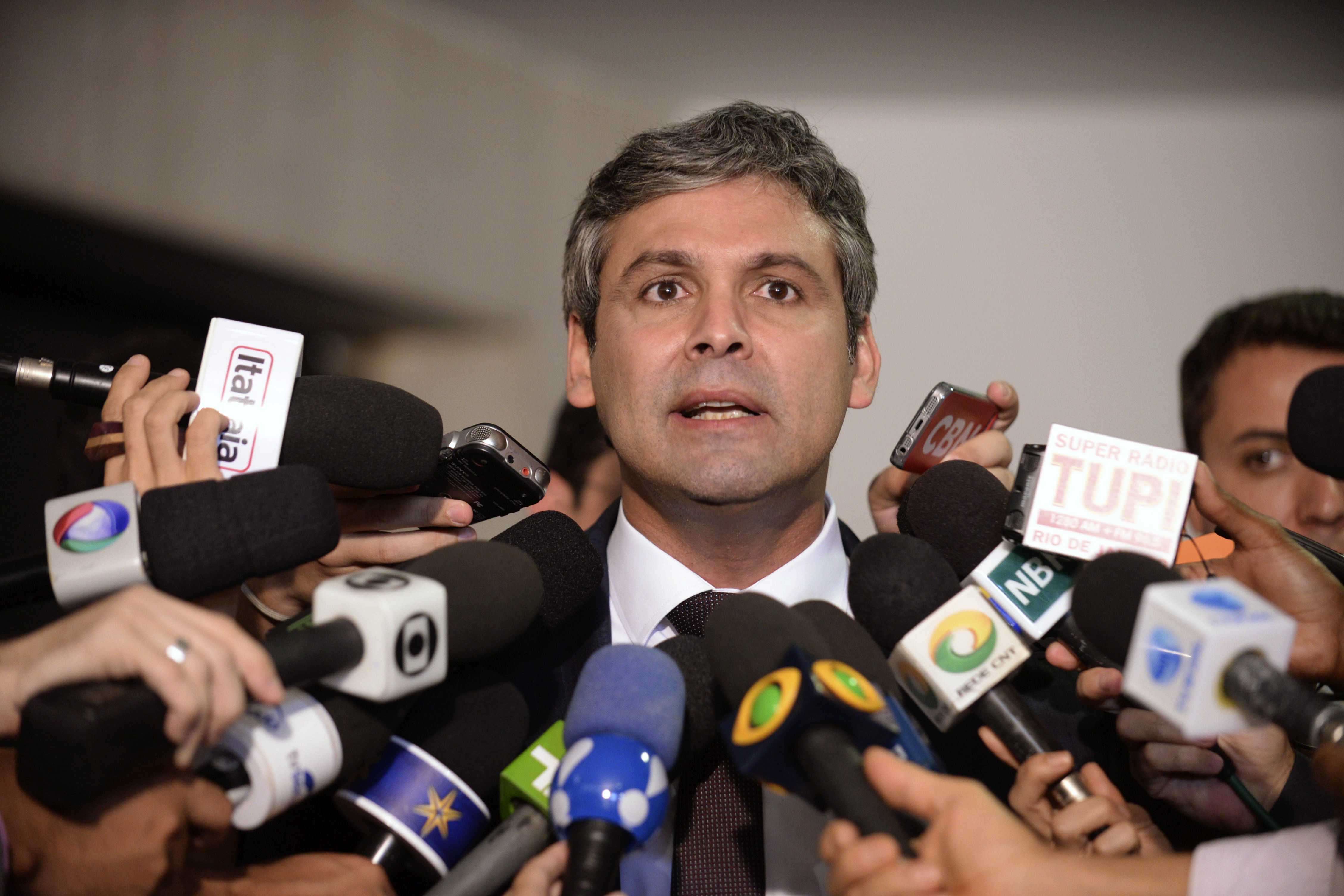
Senador Lindberg Farias, candidato do Muda PT à presidência nacional do partido em 2017.

O Movimento Muda PT é um macrocampo político de disputa interna do Partido dos Trabalhadores que pretende mudar as direções partidárias no VI Congresso Nacional do Partido dos Trabalhadores. Compõem o movimento o campo político interno Mensagem ao Partido e as tendências internas Articulação de Esquerda, Resistência Socialista, Avante S21, Reencantar e Militância Socialista bem como os senadores Fátima Bezerra e Lindberg Farias, os ex-governadores do Rio Grande do Sul Tarso Genro e Olívio Dutra, os deputados federais Paulo Pimenta, Paulo Teixeira, Henrique Fontana, Margarida Salomão, Luiziane Lins, Maria do Rosário, Fernando Ferro e  outros.
O Movimento Muda PT reivindica, como explicitado na Carta de Brasília:
- Coletivização dos governos e mandatos parlamentares.
- Coletivização das direções partidárias.
- Funcionamento permanente das comissões de Assuntos Disciplinares e o Conselho de Ética, em todas as instâncias.
- Maior participação da Juventude do PT nas discussões partidárias.
- A retomada da capacidade do PT em organizar e mobilizar a disputa de uma política anticapitalista, antirracista e antipatriarcal.
- A construção de novas formas de participação da militância nas decisões do Partido, com o fim do PED (Processo Eleitoral Direto), ampliando a noção de democracia partidária.
- A luta antineoliberal, através do fortalecimento da Frente Brasil Popular e a busca de diálogo constando com a Frente Povo sem Medo.
- Mudança na política de alianças do partido, buscando a construção de uma frente de esquerda.

A origem do movimento remonta a outubro de 2016, quando a militância petista de estados como o Rio Grande do Sul começou a pressionar a direção nacional do PT para que se realizasse seu VI Congresso Nacional, à luz do impeachment contra a presidenta Dilma Rousseff e o resultado eleitoral daquele mesmo mês. O Muda PT surge como uma alternativa à direção nacional encabeçada pelo campo Construindo um Novo Brasil, reivindicando uma retomada do PT pelas bases, com ampla participação nos movimentos sociais, pautando as lutas feminista, racial, anti-LGBTfóbica e classista, bem como o fim do Processo Eleitoral Direto (PED), sendo este substituído por formas mais democráticas de participação, e a mudança na política de alianças do PT, defendendo a criação de uma frente de esquerda.
No dia 28 de março de 2017, o Movimento Muda PT, reunido em Brasília, lançou o manifesto Lula presidente do Brasil, Lindberg presidente do PT, lançando oficialmente a candidatura do senador Lindberg Farias à presidência da legenda. Em entrevista concedida ao blogue Conversa Afiada, de Paulo Henrique Amorim, o senador disse que lançou sua candidatura em contraproposta à grupos da CNB que reivindicavam Lula como presidente nacional da legenda, afirmando que este precisa se dispor à disputa pela presidência do Brasil como a alternativa da esquerda.

## Tendências extintas
- Ação Popular (esquerda cristã)
- Convergência Socialista
- Força Socialista
- Partido Comunista do Brasil - Ala Vermelha
- Movimento pela Emancipação do Proletariado
- Organização Socialista Internacionalista
- Partido Comunista Brasileiro Revolucionário
- Partido Revolucionário Comunista